# Lista de residências reais atuais
Uma monarquia é um tipo de Estado governado por um indivíduo de maneira vitalícia que normalmente assume o trono por via hereditária. O monarca de um determinado Estado goza de certos poderes políticos e normalmente representa o mais alto cargo político de seu povo. 
Historicamente, monarcas e seus familiares mais próximos residiram em propriedades destacadas que eventualmente simbolizavam seu poderio político e destacada posição social. Nos primórdios da história das monarquias, os monarcas geralmente residiam em castelos e fortalezas, alguns dos quais  preservados até os dias atuais. Já no limiar do século XII, em meio a uma série de transformações culturais e artísticas que colocaram o monarca como símbolo nacional do reino, as residências reais europeias passaram denominar-se "palácio real" ou "castelo real", simbolizando o poder de toda a nação monárquica.
Este artigo lista as residências reais oficiais dos atuais monarcas soberanos no mundo. A lista se limita ao local de despacho e residência principal do monarca em questão, excluindo a totalidade de propriedades de um monarca incumbente.

## Residências reais atuais
| Reino         | Residência oficial | Residência oficial            | Localização                                            | Construção | Estilo                | Ref.          |
| ------------- | ------------------ | ----------------------------- | ------------------------------------------------------ | ---------- | --------------------- | ------------- |
| Bélgica       |                    | Palácio Real de Bruxelas      | Bruxelas 50° 50′ 30″ N, 4° 21′ 44″ L                   | 1783-1934  | Neoclássico           | [ 5 ]         |
| Butão         |                    | Palácio de Dechencholing      | Thimbu 27° 31′ 24,72″ N, 89° 38′ 33,83″ L              | 1952-1953  | Butanês               | [ 6 ]         |
| Brunei        |                    | Istana Nurul Iman             | Bandar Seri Begawan 4° 52′ 19,31″ N, 114° 55′ 14,72″ L | 1984       | Islâmico moderno      | [ 7 ]         |
| Camboja       |                    | Palácio Real de Phnom Penh    | Phnom Penh                                             | 1866       | Quemer                | [ 8 ]         |
| Canadá        |                    | Rideau Hall                   | Ottawa 45° 26′ 37,51″ N, 75° 41′ 08,31″ O              | 1838-1868  | Regency / Normando    | [ 9 ]         |
| Canadá        |                    | Citadelle de Quebec           | Quebec 46° 48′ 26,64″ N, 71° 12′ 25,56″ O              | 1820-1850  | Regency               | [ 10 ]        |
| Catar         |                    | Amiri Diwan                   | Doha25° 17′ 28,32″ N, 51° 31′ 37,2″ L                  | 1971       | Moderno               | [ 11 ]        |
| Dinamarca     |                    | Palácio de Amalienborg        | Copenhaga 55° 41′ 02,5″ N, 12° 35′ 36″ L               | 1750-1760  | Rococó                | [ 12 ]        |
| Espanha       |                    | Palácio Real de Madrid        | Madrid 40° 25′ 05″ N, 3° 42′ 51″ O                     | 1735-1755  | Barroco / Neoclássico | [ 13 ]        |
| Japão         |                    | Palácio Imperial              | Tóquio 35° 40′ 57″ N, 139° 45′ 07,56″ L                | 1868       | Nipônico              | [ 14 ]        |
| Jordânia      |                    | Palácio do Raghadan           | Amã                                                    | 1926       | Islâmico              | [ 15 ]        |
| Kuwait        |                    | Palácio do Seif               | Kuwait                                                 | 1880-1909  | Islâmico              | [ 16 ]        |
| Liechtenstein |                    | Castelo de Vaduz              | Vaduz                                                  | Século XII | Medieval              | [ 17 ]        |
| Luxemburgo    |                    | Palácio Grão-Ducal            | Luxemburgo                                             | 1572-1573  | Renascentista         | [ 18 ]        |
| Malásia       |                    | Istana Negara                 | Kuala Lumpur                                           | 2007-2011  | Malaio                | [ 19 ]        |
| Mónaco        |                    | Palácio do Príncipe de Mônaco | Monaco-Ville                                           | Século XII | Renascentista         | [ 20 ] [ 21 ] |
| Marrocos      |                    | Dar-al-Makhzen                | Rabate                                                 | 1864       | Marroquino            | [ 22 ]        |
| Nova Zelândia |                    | Government House              | Wellington                                             | 1908-1910  | Eduardiano            | [ 23 ]        |
| Noruega       |                    | Palácio Real de Oslo          | Oslo                                                   | 1825-1849  | Neoclássico           | [ 24 ]        |
| Omã           |                    | Palácio de Al Alam            | Mascate                                                | 1972       | Islâmico              | [ 25 ] [ 26 ] |
| Países Baixos |                    | Palácio Real de Amesterdão    | Amesterdão                                             | 1648-1655  | Neoclássico           | [ 27 ]        |
| Reino Unido   |                    | Palácio de Buckingham         | Londres                                                | 1829-1849  | Neoclássico           | [ 28 ] [ 29 ] |
| Suécia        |                    | Palácio Real de Estocolmo     | Estocolmo                                              | 1697-1760  | Barroco               | [ 30 ]        |
| Vaticano      |                    | Palácio Apostólico            | Vaticano                                               | 1589-1600  | Renascentista         | [ 31 ]        |